# Circuit d'Asmara 2013
La 1re édition du Circuit d'Asmara a eu lieu le 24 février 2013. Elle fait partie du calendrier UCI Africa Tour 2013 en catégorie 1.2. Elle est remportée par l'Algérien Abdellah Ben Youcef (Groupement Sportif Pétrolier Algérie) qui a parcouru les 106 kilomètres en 2 h 21 min 22 s. Il est suivi dans le même temps par les Érythréens Daniel Teklay et Nahom Desale. Sur les trente-six coureurs qui ont pris le départ, dix-neuf franchissent la ligne d'arrivée.

## Classement final
| Classement final | Classement final    | Classement final | Classement final | Classement final   |
|                  | Coureur             | Pays             | Équipe           | Temps              |
| ---------------- | ------------------- | ---------------- | ---------------- | ------------------ |
| 1er              | Abdellah Ben Youcef | Algérie          | '                | en 2 h 21 min 22 s |
| 2e               | Daniel Teklay       | Érythrée         |                  | m.t                |
| 3e               | Nahom Desale        | Érythrée         |                  | m.t                |
| modifier         |                     |                  |                  |                    |